# ورا ونگ
ورا ونگ (به چینی: 王薇薇) (زاده ۲۷ ژوئن ۱۹۴۹) یک طراح لباس مد و ساکن نیویورک است. او بیشتر شهرتش را بخاطر طراحی لباس عروس بدست آورده است.
ورا ونگ برای آریانا گرانده،ماریا کری،جنیفر لوپز، جسیکا سیمپسن، جنیفر گارنر، شارون استون، ویکتوریا بکهام، آوریل لاوینی، سارا میشله گلر، اوما تورمن، هالی هانتر، کمپل براون، جری ریان، کارنا گوره و تعدادی دیگر از ستاره‌های مشهور، لباس عروسی طراحی کرده‌است.

## نگارخانه

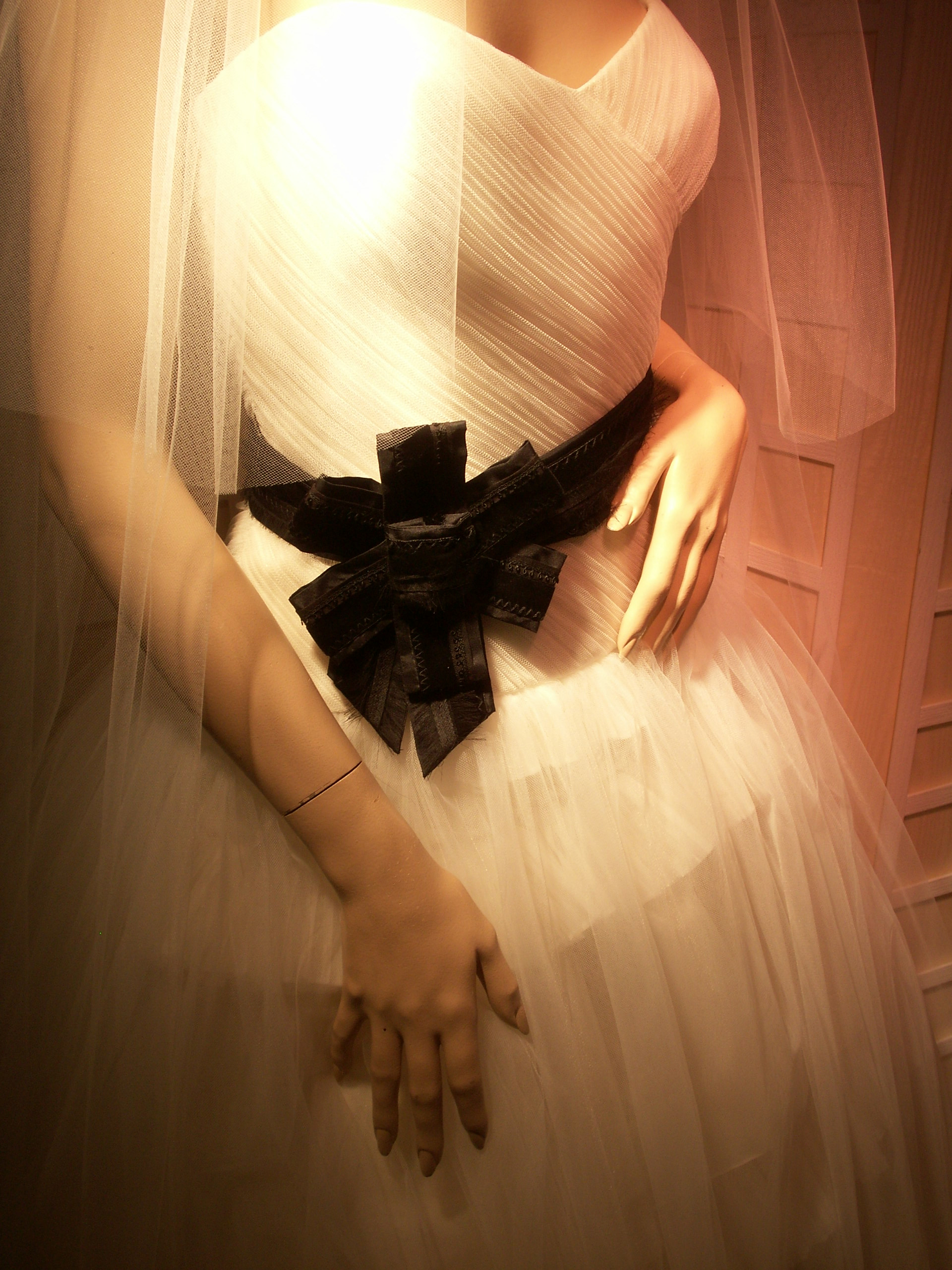